# Maevia
Maevia är ett släkte av spindlar. Maevia ingår i familjen hoppspindlar.

## Dottertaxa tillMaevia, i alfabetisk ordning[1]
- Maevia agapeta
- Maevia albozonata
- Maevia atricapilla
- Maevia auricapilla
- Maevia coeruleostriata
- Maevia debilis
- Maevia expansa
- Maevia gemmans
- Maevia gracilipes
- Maevia inclemens
- Maevia intermedia
- Maevia latrunculata
- Maevia luteocincta
- Maevia luzonica
- Maevia margaritacea
- Maevia metallica
- Maevia micans
- Maevia monacha
- Maevia nigrifrontis
- Maevia nuda
- Maevia paula
- Maevia pavo
- Maevia persecta
- Maevia psittacina
- Maevia quadrilineata
- Maevia rhinoceros
- Maevia roseolimbata
- Maevia scalaris
- Maevia susiformis
- Maevia trilineata